# Sinisten vaunujen ystävät
Sinisten vaunujen ystävät (deutsch in etwa: Liebhaber blauer Wagen) ist ein finnischer Verein mit Sitz in Espoo, der sich auf den Museumsbetrieb der finnischen Stahlrahmenwagen für den Fernverkehr konzentriert.

## Geschichte
Die ersten 15 Prototypen der blau lackierten Wagen wurden 1961 von der Maschinenfabrik Esslingen geliefert, die weitere Produktion erfolgte dann in der VR-Maschinenwerkstatt Pasila und bei Valmet in Finnland. Zwischen 1964 und 1986 wurden insgesamt mehr als 600 blaue Wagen hergestellt.
Der Verein erhält und betreibt einige blaue Wagen im Museumsbetrieb, archiviert Unterlagen über diese Wagen und bewahrt mit Museen und anderen Vereinen die finnische Schienenverkehrsgeschichte.
Der Verein wurde 2019 gegründet. Der vorhandene Fuhrpark wird von Freiwilligen gewartet und betrieben.
Sinisten vaunujen ystävä erhielt am 1. September 2022 das Sicherheitszertifikat von Traficom. Der erste eigene Zugbetrieb fand am 2. Dezember 2022 von Hyvinkää nach Riihimäki und zurück statt, als die Tka7 zum Tanken fuhren. Am folgenden Tag fuhr der Verein sein erstes Museumszugpaar von Hyvinkää nach Lohja und zurück. Am 6. und 7. Mai 2023 fanden Sonderfahrten um Heinola mit dem Sonderzug in der Zusammenstellung Tka7 238 + Ein 23208 + Ein 23224 + Ein 23267 + Tka7 210 statt.

## Fahrzeuge
Der Verein besitzt zwei Schienen-Schwerkleinwagen der VR-Baureihe Tka7 – Tka7 210 und Tka7 238. Diese Schwerkleinwagen werden für die Beförderung der Museumszüge genutzt. Für diese Züge werden die eigenen (blauen) Fernverkehrswagen Ein 23208, 23224 und 23267 eingesetzt. Dies sind 2.-Klasse-Abteilwagen (E), Nichtraucher. Darüber hinaus besitzt der Verein den CEmt 24051.
Von den ehemaligen Sibelius-Garnituren hat der Verein den Rk 27819 und je einen Wagen der Baureihe Ehf und Ehft übernommen.
Am 9. Februar 2023 erhielt der Verein die 1978 gebaute Tka6 131. Die Lokomotive hatte nie eine VR-Nummer, da Saalasti sie direkt an Lännen Tehtaat Oy in Säkylä verkauft hatte.